# Vernonia larsenii
Vernonia larsenii là một loài thực vật có hoa trong họ Cúc. Loài này được Larsen miêu tả khoa học đầu tiên năm 1975.